# Han Gyong-si
Han Gyong-si (* 18. Mai 1954) ist ein ehemaliger nordkoreanischer Gewichtheber.

## Biografie
Han Gyong-si gewann bei den Asienspielen 1974 Bronze im Zweikampf und im Stoßen und 1978 die Goldmedaille. Bei den Olympischen Sommerspielen 1980 in Moskau, welche gleichzeitig auch als Weltmeisterschaften galten, gewann er im Fliegengewicht die Bronzemedaille.
Insgesamt stellte er fünf Weltrekorde auf, vier davon im Reißen und einen im Zweikampf.